# 金田英行
金田 英行（かねた えいこう、1942年（昭和17年）12月30日 - 2022年（令和4年）6月17日）は、日本の政治家。衆議院議員（4期）を務めた。

## 概要
北海道旭川市出身。1966年 中央大学法学部を卒業後、国家公務員上級甲種試験合格者として北海道開発庁に入庁。
1982年 同庁長官秘書官、1989年 同庁調整官を最後に退官。1993年第40回衆議院議員総選挙において（1990年第39回衆議院議員総選挙では次点に終わった）旧北海道2区から自由民主党公認で立候補し、初当選。1995年8月村山改造内閣において北海道開発政務次官。
小選挙区比例代表並立制導入に伴い旧北海道7区にて1996年、2000年小選挙区勝利。旧7区廃止で北海道6区に統合され今津寛とコスタリカ方式で共闘、2003年は比例単独で再選し直後の第2次小泉内閣にて農林水産副大臣に就任。
2005年第44回衆議院議員総選挙で自民党は圧勝し、金田が所属する総裁派閥・清和研は勢力拡大したが、金田は民主党新人の佐々木隆博に敗北し比例復活もならず落選した（落選者の中では全国最多の141,099票を獲得、惜敗率98.0%だが今津を含めた比例単独2名と惜敗率で上回る吉川貴盛がいたことから次点で落選）。2013年、旭日重光章受章。
2022年6月17日に心不全により死去。79歳没。歿日付で正四位に叙される。